# オクトパミン
オクトパミン（Octopamine, β,4-dihydroxyphenethylamine）とは、アドレナリンと密接に関連した内因性の生体アミンであり、アドレナリン作動性システムとドーパミン作動性システムに影響を与える。これはまた、ビターオレンジを含む多くの植物で見つかっている
。

## 関連
- Trace amines
- フェネチルアミン
- チラミン

## 発展資料
- P.D. Evans, "Octopamine", in Comprehensive Insect Physiology, 11, 499, Oxford University Press 1985.